# 尹博
尹博（： Yoon Bak，1987年11月18日—），韓國男演員。

## 演艺经历
2012年2月以演出MBC every1情景喜劇《請問誰可以》正式出道。2013年與JYP娛樂簽約。退伍後才全心投入戲劇表演相關工作，因此演藝事業起步較晚。從事招牌製作業的父親曾在節目中透露在孩子國二時離婚，單親家庭維持生計曾經相當困難，因此直到2015年配合電視劇《女王之花》演出需要出差赴臺灣取景，才有首度出國的契機。

## 个人生活
2023年9月2日，與小六歲的模特兒金秀彬結婚。

## 演出作品

### 電視劇
| 年份   | 播放平台                | 劇名                                 | 角色               | 備註          |
| ------ | ----------------------- | ------------------------------------ | ------------------ | ------------- |
| 2012年 | JTBC                    | 《給親愛的你》                       | 朴皓祈             |               |
| 2012年 | tvN                     | 《玻璃假面》                         | 姜健               |               |
| 2012年 | KBS2                    | 《您是否知道跆拳道》                 | 石虎               | Drama Special |
| 2013年 | KBS2                    | 《青春期集成曲》                     | 李沅一             | Drama Special |
| 2013年 | KBS2                    | 《Good Doctor善良醫生》              | 于日奎             |               |
| 2013年 | MBC                     | 《愛能給別人嗎》                     | 金俊成             |               |
| 2014年 | KBS2                    | 《家人之間為何這樣》                 | 車康在             |               |
| 2014年 | KBS2                    | 《戀愛的發現》                       |                    | 特別出演      |
| 2014年 | OCN                     | 《Reset》                            | 金仁錫             | 特別出演      |
| 2015年 | MBC                     | 《女王之花》                         | 朴在俊             |               |
| 2016年 | SBS                     | 《回來吧大叔》                       | 鄭志勳             |               |
| 2016年 | JTBC                    | 《青春時代》                         | 朴在莞             |               |
| 2016年 | KBS2                    | 《任意依戀》                         | 徐尹厚             | 特別出演      |
| 2017年 | tvN                     | 《內向的老闆》                       | 姜宇日             |               |
| 2017年 | JTBC                    | 《青春時代2》                        | 朴在莞             | 特別出演      |
| 2017年 | JTBC                    | 《The Package》                      | 尹修修             |               |
| 2018年 | KBS2                    | 《Radio Romance》                    | 李江               |               |
| 2018年 | KBS2                    | 《Drama Special－金槍魚與海豚》      | 韓維羅             |               |
| 2018年 | tvN                     | 《NINE ROOM》                        | 秋榮培（青年時代） |               |
| 2019年 | JTBC                    | 《Legal High》                       | 姜基碩             |               |
| 2019年 | tvN                     | 《成為王的男人》                     | 愭城君             | 特別出演      |
| 2019年 | KBS2                    | 《愛情是Beautiful，人生是Wonderful》 | 文泰朗             |               |
| 2020年 | JTBC                    | 《梨泰院Class》                      | 正賢               | 特別出演      |
| 2020年 | JTBC                    | 《雙甲路邊攤》                       | 電影男主角         | 特別出演      |
| 2020年 | OCN                     | 《Search》                           | 宋民圭             |               |
| 2020年 | tvN                     | 《產後調理院》                       | 金道昀             |               |
| 2021年 | tvN                     | 《你是我的春天》                     | 蔡浚               |               |
| 2022年 | JTBC                    | 《氣象廳的人們：社內戀愛殘酷史篇》   | 韓基俊             |               |
| 2022年 | ENA                     | 《高斯電子公司》                     | 白秀真             | 友情出演      |
| 2022年 | MBC                     | 《請發送粉絲信》                     | 方正錫             |               |
| 2023年 | tvN                     | 《有益的欺詐》                       | 高耀漢             |               |
| 2024年 | JTBC                    | 《低谷醫生》                         | 彬大永             |               |
| 2024年 | JTBC                    | 《她的日與夜》                       | 尹博               | 特別出演      |
| 2024年 | Coupang Play、Channel A | 《凌晨兩點的灰姑娘》                 | 徐始元             |               |
| 2024年 | tvN                     | 《愛在獨木橋》                       | 金志雄             | 特別出演      |
| 2025年 | KBS2                    | 《拜託老鷹5兄弟！》                  | 吳範洙             |               |
| 2025年 | Channel A               | 《魔女》                             |                    | 特別出演      |
| 2025年 | tvN                     | 《那傢伙是黑炎龍》                   |                    | 特別出演      |

### 網路劇
- 2014年：《曖昧男女》飾演 男子六號
- 2015年：《大勢的百合》飾演 九南
- 2017年：《魔術學校》飾演 魔術師J

### 電影
- 2011年：《說你愛我吧》飾演 博
- 2013年：《咔滋咔滋情人夢》飾演 尚燁
- 2013年：《讀心術》飾演 不良學生
- 2014年：《首爾愛戀（朝鲜语：서울연애）》飾演 常元
- 2018年：《家人》飾演 在久
- 2019年：《戲子們：傳聞操縱團（朝鲜语：광대들: 풍문조작단）》飾演 真尚
- 2023年：《燕子》飾演 徐振宇

### MV
- 2009年：Jiggy Fellaz《두 번째 느낌》
- 2010年：10cm《今晚我怕黑》
- 2014年：宣美《滿月》
- 2014年：2AM《出現吧》
- 2020年：白娥娟《I NEED YOU》

### 話劇
- 2014年：《褻瀆觀眾》
- 2016年：《望遠洞兄弟》飾演 貧窮漫畫家
- 2017年：《Three Days Of Rain》飾演 Walker／Ned

## 綜藝節目
- 2015年－2016年：tvN《家常飯白老師》（固定出演）
- 2015年－2016年：MBC《能力者們》（固定出演）
- 2016年：tvN《爸爸和我》
- 2016年：SBS《叢林的法則》（新喀裏多尼亞篇）
- 2017年：KBS《戰鬥旅行》
- 2018年：tvN《善茶坊》第2季 秋冬篇（10/1－ 固定出演）
- 2019年：Youtube《四方旅行》 西班牙篇（JYP Pictures自製旅行真人實境秀，與演員姜勳、辛睿恩共同演出）
- 2019年：JTBC《在花田裡》（固定出演）
- 2021年：tvN《On & Off》第二季（固定成員）
- 2022年: Mnet音樂競賽節目 《Great Seoul Invasion》 主持

## 獎項
| 年份 | 頒獎典禮         | 獎項                                | 作品                            | 結果 |
| ---- | ---------------- | ----------------------------------- | ------------------------------- | ---- |
| 2018 | 2018 KBS演技大獎 | 男子聯作‧獨幕劇獎                   | 《Drama Special－金槍魚與海豚》 | 獲獎 |
| 2022 | MBC演技大獎      | 短篇劇與日日劇部門 男子最優秀演技獎 | 《請發送粉絲信》                | 提名 |
| 2022 | MBC演技大獎      | 最佳情侶獎（與秀英）                | 《請發送粉絲信》                | 提名 |

## 外部連結
- 尹博的Instagram帳戶
- 尹博在NAVER上的资料
- 尹博在韩国电影数据库（KMDb）上的資料（韓語）
- 尹博在互联网电影资料库（IMDb）上的資料（英文）
- 尹博在HanCinema的頁面（英文）